# Tombos (Egitto)

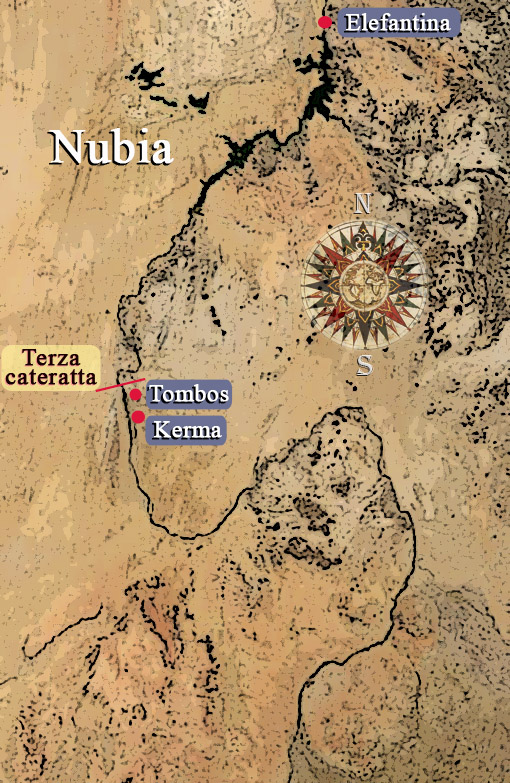
Il sito di Tombos lungo il Nilo, nell'antica regione della Nubia

Tombos, località che si trova in corrispondenza della terza cateratta del Nilo, nel Sudan, a poca distanza da Kerma nei pressi dell'attuale Karmah. Importante cava di granito della Nubia in epoca faraonica, la sua pietra venne utilizzata in gran parte per edificare statue e costruzioni fra il delta del fiume e le regioni più meridionali del regno.

## Reperti e ritrovamenti
L'area di Tombos conserva numerose testimonianze del suo passato storico. Dalla statua del faraone Taharqa (Nefertumra, XXV dinastia), abbandonata da oltre 2700 anni, alle più antiche iscrizioni di epoca thutmoside che si ritrovano sulle rocce affacciate sul Nilo.
La statua a cui si accennava giace riversa su un fianco dall'epoca del suo confezionamento: forse per un errore, o per un difetto nella pietra, la scultura venne danneggiata rivelandosi così inutilizzabile.
Thutmosi I (XVIII dinastia – dal 1496 a.C. al 1483 a.C.) nel suo secondo anno di regno lasciò qui, di fronte all'isola di Tombos a monte della terza cateratta, una stele rupestre per definire i confini meridionali del suo regno, anche se le sue spedizioni arrivarono fino alla quarta cateratta. Sulla pietra il re fece incidere una lista che descriveva i popoli vinti nella regione. Sulle cinque stele incise sulle rocce si legge pure: "Egli ha ridotto i confini del mondo sotto il suo potere; la sua frontiera meridionale tocca i confini del Kush, quella settentrionale raggiunge l'acqua che scorre a ritroso, che si discende nel risalire".

In breve, la sfera di influenza egizia ai tempi di questo sovrano partiva da Tombos, la parte più meridionale, per giungere fin quasi all'Eufrate nella parte più settentrionale. Il fiume mesopotamico viene descritto in quella maniera particolare ("L'acqua che scorre a ritroso") il quanto il corso delle sue acque è opposto a quello del Nilo.

Sempre a Tombos il sovrano fece erigere una fortezza con un presidio permanente.
Circa 3000 anni fa nell'area si ergevano le piramidi di dieci nobili egiziani. Vicino sono state scoperte delle tombe a pozzo con camere sotterranee dove i benestanti della regione si facevano seppellire.
Diverse le scoperte effettuate dall'archeologo e professore Stuart Tyson Smith dell'Università della California, Santa Barbara, dipartimento di Antropologia. Smith si interessa di “Imperialismo e contatto culturale fra l'Egitto e la Nubia, legittimazione e ideologia, pratiche funerarie e dinamiche socio-economiche dell'Antico Egitto”.
Nel 2000 l'archeologo statunitense e il suo team hanno scoperto i resti di una piramide antica di 3.500 anni, sepoltura di un amministratore coloniale egiziano che si chiamava Siamun e di sua madre Wernu. Trovate intatte le due mummie insieme al consueto corredo di figurine Ushabti, scarabei, amuleti e orecchini ad anello in avorio, faience, vetro, diaspro e cornalina. Inoltre, boomerang in avorio per la caccia a volatili, tubi dello stesso materiale e applicatori di kohl (mascara dell'epoca) per gli occhi. Infine due rarità: una coppia di fiasche micenee in terracotta dipinta.

Tra le sepolture a terra ne è stata trovata una con una serie di camere : quelle più in superficie evidentemente saccheggiate da ladri di tombe, quelle più profonde invece sono rimaste indisturbate in tutto o in parte.